# Cora (chaîne de restaurants)
Ne doit pas être confondu avec Cora (grande distribution).
Chez Cora est une chaîne de restauration rapide spécialisée dans les déjeuners et qui sert également des repas de midi. La chaîne regroupe plus de 125 restaurants au Québec et dans d'autres provinces canadiennes.

## Historique
La chaîne est fondée en mai 1987 par Cora Mussely Tsouflidou, une femme originaire de Caplan, en Gaspésie. Son premier restaurant ouvre à Saint-Laurent. En 1990, Cora Tsouflidou est rejointe par ses enfants pour ouvrir un deuxième restaurant à Laval, puis un troisième quelques mois plus tard. Cinq autres ouvertures dans la région de Montréal sont effectuées dans les cinq années suivantes. À partir de 1994, elle étend ensuite ses activités à l'ensemble du Québec par le biais d'ententes de franchisage. 
La fondation Cora est fondée en 1998 pour venir en aide aux jeunes dans le besoin. 
En 2012, alors que le groupe compte 129 restaurants (dont 126 franchisés), sa direction annonce son intention de se préparer pour le marché américain. 
En mars 2017, le président du groupe, Nicholas Tsouflidis, se fait enlever par un franchisé endetté. Une rançon est exigée mais les ravisseurs abandonnent rapidement leur proie,. Un premier procès ne parvient pas à convaincre le jury,. 
En juillet 2017, l'enseigne annonce l'abandon des pailles en plastique dès 2019 pour des raisons environnementales. 